# 의학자
의학자는 의학을 연구하는 과학자이다. 연구소의 연구원, 대학의 교수, 강사 등이 포함된다. 의학자가 되려면 대학원 석사 과정 이상의 공부가 필요하다.

## 관련 분야
- 의학
- 생물학
- 화학
- 약학
- 수의학
- 치의학
- 간호학
- 한의학

## 같이 보기
- 의학
- 노벨 생리학·의학상